# منتخب تونغا تحت 20 سنة لاتحاد الرغبي
منتخب تونغا تحت 20 سنة لاتحاد الرغبي هو ممثل تونغا الرسمي في المنافسات الدولية في اتحاد الرغبي تحت 20 سنة.